# Метатеза плавних у слов'янських мовах
Метатеза плавних — загальнослов'янська фонетична зміна, що полягала в усуненні праслов'янських дифтонгічних сполучень голосних з плавними приголосними. У більшості мов здійснювалася шляхом перестановки складів (метатезою), але сполучення голосних з плавними могли усуватися також виникненням вторинних голосних. Можливо, вона була спричинена дією закону відкритого складу. Очевидно, метатеза проходила вже в добу сильної діалектної роздрібненості праслов'янської мови, тому дала чотири різних результати в різних групах праслов'янських говорів. Серед мовознавців нема спільної думки щодо часу проходження цього процесу, але, як правило, його датують VIII—IX ст. н. е.

## Опис явища
Низка праслов'янських слів містили такі сполучення, де голосний передував плавному приголосному, а разом вони стояли між звичайними приголосними. Умовно такі фонетичні утворення позначають *TorT, *TolT, *TerT, *TelT, *orT, *olT (де на місці T може стояти будь-який приголосний).
Традиційно вважається, що такі сполучення суперечили закону відкритого складу, тому мали бути усунені. У різних слов'янських мовах процес усунення перебігав по-різному, це було пов'язано з тим, що у цей період праслов'янська мова була сильно діалектно роздрібнена. Проте, В. М. Чекман стверджував, що закон відкритого складу і метатеза плавних не пов'язані одне з одним. Він називає дві причини для цього: по-перше, у мовах де діє закон відкритого складу, склади можуть закінчуватися сонорним, по-друге, метатеза відбулася незадовго до занепаду редукованих, що відмінив закон відкритого складу. На його думку, сполучення -or-, -er-, -ol-, -el- між приголосними з фонологічного погляду були довгими складовими фонемами.

### Праслов'янські форми з плавними
Реконструкція праслов'янських форм як *TorT, *TolT, *TerT, *TelT, *orT, *olT заснована на порівнянні зі спорідненими індоєвропейськими мовами, на матеріалі самих слов'янських мов, згадках слов'янських імен у латинських і грецьких джерелах І тис. н. е., а також на фонетичній формі ранніх слов'янізмів в інших мовах (див. нижче).
В інших індоєвропейських мовах неповноголосним і повноголосним слов'янським сполученням відповідають сполучення із закритим складом:
- староцерк.-слов. брѣгъ, д.-рус. берегъ, укр. берег — нім. Berg («гора»)
- староцерк.-слов. глава, д.-рус. голова, укр. голова — лит. galva
- староцерк.-слов. злато, д.-рус. золото, укр. золото — нім. Gold
- староцерк.-слов. градъ, д.-рус. городъ, укр. город — лит. gardas, нім. Garten
- староцерк.-слов. врата, д.-рус. ворота, укр. ворота — лит. vartai
- староцерк.-слов. врана, д.-рус. ворона, укр. ворона — лит. varna[6]

Те ж саме спостерігається в аналізі слов'янських лексем з початковим ra, la:
- староцерк.-слов. ратаи, д.-рус. оратаи («орач») — лит. artojas, грец. αρότης
- староцерк.-слов. работа, д.-рус. робота, укр. робота — нім. Arbeit
- староцерк.-слов. рамо, д.-рус. рамо («плече», «рамено») — нім. Arm, лат. armus
- староцерк.-слов. аладии, ладии, д.-рус. лодии («човен», «лодія») — лит. eldija, oldija
- староцерк.-слов. равьнъ, д.-рус. ровьнъ («рівний») — прусськ. arwis («справжній»)[7]

На давні форми з or, ol, er, el вказують і дані внутрішньої реконструкції. У слов'янських мовах з неповноголоссям (наприклад, у церковнослов'янській) у тих же коренях може бути присутні як сполучення ra, la, rě, lě, так і or, ol, er, el: староцерк.-слов. страна — просторъ, зракъ — позоръ.

### Перетворення сполучень *TorT, *TolT, *TerT, *TelT

#### Східнослов'янські мови
У східнослов'янських діалектах голосний перед плавним зберігався, а після плавного розвивався вторинний голосний аналогічної артикуляції — звідси йде така фонетична риса східнослов'янських мов, як повноголосся. Сполучення плавного з голосним переходили в сполучення, де плавний [l] або [r] стоїть між однаковими голосними. Схематично цей процес можна записати як *TorT > ToroT, *TolT > ToloT, *TerT > TereT. Наприклад,
- прасл. *moltъ > д.-рус. молотъ, укр. і рос. молот, біл. молат
- прасл. *golsъ > д.-рус. голосъ, укр. і рос. голос, біл. голас
- прасл. *vorna > д.-рус. ворона, укр. і рос. ворона, біл. варона
- прасл. *golva > д.-рус. голова, укр. і рос. голова, біл. галава
- прасл. *gordъ > д.-рус. городъ, укр. і рос. город, біл. горад
- прасл. *bergъ > д.-рус. берегъ, укр. і рос. берег, біл. бераг
- прасл. *berza > д.-рус. береза, укр. береза, рос. берёза, біл. бяроза[8]

Окремий випадок являє розвиток сполучення *TelT, що могло дати різні рефлекси — ToloT, TeleT або TeloT. Наприклад:
- прасл. *melko > д.-рус. молоко, укр. і рос. молоко, біл. малако
- прасл. *pelnъ > д.-рус. полонъ, укр. полон, біл. палон
- прасл. *perdъ > д.-рус. передъ, укр. і рос. перед, біл. перад
- прасл. *šelmъ > д.-рус. шеломъ (сучасне укр. шолом пояснюють переходом [e] в [o] після шиплячих)

Існують різні гіпотези пояснення цього явища. К. К. Уленбек пробував пояснити це наслідком аблаутного чергування  *TelT/*TolT. Ця думка була спростована Т. Торб'єрнссоном, який вказував на те, що рефлекси типу ToloT трапляються у таких дієслівних формах, де неможлива наявність о-ступеня аблауту. Сам Т. Торб'єрнссон висунув альтернативну гіпотезу, згідно з якою *TelT зазвичай переходило в ToloT, але якщо другим приголосним у цьому сполученні було z', s' чи š, то в TeleT. Т. Лер-Сплавінський вважав, що перехід *TelT > TeleT здійснювався, якщо другий приголосний був м'яким, і за умови, що жоден з приголосних не був губним.. Ф. Р. Мінлос запропонував схоже рішення проблеми: рефлекси типу TeleT виникали, якщо другий приголосний був зубним, а ToloT, якщо губним або задньоязиковим.
Ймовірно, що вторинний голосний звук, який розвивався після плавного, був коротше звичайних [e] та [o], тобто повністю перехід до повноголосся можна представити як *TorT > *TorъT > ToroT, *TolT > *TolъT > ToloT тощо. На це вказує таке фонетичне явище української мови, як відсутність подовження [e] та [o] у другому закритому складі сполучень ToroT, ToloT, TereT, TeleT (тобто повноголосних) з наступним переходом o > i, e > i після занепаду редукованих. Відоме, що в разі коли [o], [e] є за походженням колишніми редукованими, переходу o > i, e > i зазвичай не спостерігається: сон (< *sъnъ), вовк (< *vьlkъ), лоб (< *lъbъ), рот (< *rъtъ), мох (< *mъxъ). Внаслідок цього відсутнє очікуване [i] у другому складі сполучень, що утворилися після перетворення сполучень з плавними. Наприклад,
- прасл. *rodъ > д.-рус. родъ > укр. рід але прасл. *gordъ > д.-рус. городъ > укр. город (не *горід)
- прасл. *rogъ > д.-рус. рогъ > укр. ріг але прасл. *bergъ > д.-рус. берегъ > укр. берег (не *беріг)

Проте, в українській мові існують і повноголосні форми з переходом o > i, e > i у закритому складі: борін, голів, ворін, доріг, корів, поріг, робіт, тощо. Різні мовознавці по-різному пояснюють це явище: одні бачать у цьому наслідок фонетичної аналогії з односкладовими словами (поріг як ріг); на думку інших, тут мають місце акцентологічні причини, а саме особливий вид інтонації в цих словах.

#### Південнослов'янські мови, чеська і словацька
У праслов'янських діалектах, що лягли в основу південнослов'янських, чеської і словацької мов, відбувалася метатеза плавного, що супроводжувалася подовженням голосного. При цьому *e переходило в *ě (*e > *ē > *ě), а *o — в *a (*o > *ō > *a). Схематично це можно представити як *TorT > TraT, *TolT > TlaT, *TerT > TrěT, *TelT > TlěT. Наприклад:
- прасл. *moltъ > староцерк.-слов. млатъ, болг. млат, серб. млат/mlat, словен. mlat, чеськ. mlat, словац. mlat
- прасл. *golsъ > староцерк.-слов. гласъ, болг. глас, серб. глас/glas, словен. glas, чеськ. і словац. hlas
- прасл. *vorna > староцерк.-слов. врана, болг. врана, серб. врана/vrana, словен. vrana, чеськ. vrána, словац. vrana
- прасл. *golva > староцерк.-слов. глава, болг. глава, серб. глава/glava, словен. glava, чеськ. і словац. hlava
- прасл. *gordъ > староцерк.-слов. градъ, болг. град, серб. град/grad, словен. grad, чеськ. і словац. hrad
- прасл. *bergъ > староцерк.-слов. брѣгъ, болг. бряг, серб. брег, бријег/breg, brijeg, словен. breg, чеськ. břeh, словац. breh
- прасл. *berza > староцерк.-слов. брѣза, болг. бреза, серб. бре̏за/breza, словен. brė́za, чеськ. bříza, словац. breza
- прасл. *melko > староцерк.-слов. млѣко, болг. мляко, серб. млеко/mleko, словен. mleko, чеськ. mleko, словац. mlieko
- прасл. *pelnъ > староцерк.-слов. плѣнъ, болг. плен, серб. плијен/plijen
- прасл. *perdъ > староцерк.-слов. прѣдъ, болг. пред, словен. pred, чеськ. před, словац. pred
- прасл. *šelmъ > староцерк.-слов. шлѣмъ, болг. шлем, серб. шлем/šlem

Окрім того, у середньоболгарских пам'ятках XIII ст. трапляються форми, де метатеза відсутня, але існує перехід *e > *ě, *o > *a: малдичие, зал̾таринъ, пал̾тьць, халдодавецъ, бал̾тина, салнось.
У східнослов'янських мовах існують неповноголосні форми, запозичені переважно з церковнослов'янської (церковнослов'янізми), рідше — з чеської або словацької мов. Наприклад, врем'я (< староцерк.-слов. врѣмѧ), шлем (< староцерк.-слов. шлѣмъ), прапор (< староцерк.-слов. прапоръ), врата (< староцерк.-слов. врата), прах (< староцерк.-слов. прахъ), власть (< староцерк.-слов. власть), глас (< староцерк.-слов. гласъ), влада (< чеськ. vláda), брама (< заст. чеськ. brana).

#### Польська і лужицькі мови
У польській, а також у лужицьких мовах перетворення сполучень *TorT, *TolT, *TerT, *TelT проходило також шляхом перестановки голосних, але без їх подовження. Схематично це можно представити як *TorT > TroT, *TolT > TloT, *TerT > TreT, *TelT > TleT. Можливо, цей перехід відбувався через проміжні форми *TъroT, *TъloT, тобто з редукованим голосним, який надалі зник після занепаду редукованих. На це вказує вокалізація прийменника в старопольській мові в сполученнях we głowie (< *vъ gъlově < *vъ golvě), we proch (< *vъ pъroxъ < *vъ porxъ). Приклади польських і лужицьких форм:
- прасл. *moltъ > пол. młot, в.-луж. młót
- прасл. *golsъ > пол. głos, в.-луж. hłós, н.-луж. głos
- прасл. *vorna > пол. wrona, в.-луж. wróna
- прасл. *golva > пол. głowa, в.-луж. hłowa, н.-луж. głowa
- прасл. *gordъ > пол. gród, в.-луж. hród, н.-луж. grod («замок»)
- прасл. *bergъ > пол. brzeg, в.-луж. brjóh, н.-луж. brjog
- прасл. *berza > пол. brzoza, в.-луж. brěza, н.-луж. brjaza
- прасл. *melko > пол. mleko, в.-луж. і н.-луж. mloko
- прасл. *perdъ > пол. przed, в.-луж. před, н.-луж. pśed

#### Полабська і кашубська мови
У кашубській мові, а також у вимерлій полабській перестановка голосних не здійснювалася у сполученні *TorT. У полабській мові були лише два слова з метатезою у ньому — brödǎ і brödǎváicǎ («бородавка»). Я. Розвадовський вважав, що це пов'язане з тим, що в цих словах *TorT збіглося з *TṛT, яке закономірно давало TarT. Цю гіпотезу критикують за відсутність доказів. На відміну від польської мови, у полабській *TelT перейшло в *TolT, а потім в TloT (mlåkǎ, mlåt). Сполучення *TerT і *TolT так само, як і в польській, дали TreT і TloT відповідно (srédǎ, brézǎ, glåvǎ, slåmǎ, zlåtǎ).
Також висовували припущення, що в лехітських (польській, кашубській, полабській) і лужицьких мовах первісно відбувалися ті ж фонетичні процеси, що й східнослов'янських: з переходами *TorT > ToroT, *TolT > ToloT, *TerT > TereT. Але потім ці повноголосні сполучення зазнали змін, що звелися до втрати голосного перед плавним.

#### Рефлекси відмінностей в інтонації
Праслов'янські інтонаційні відмінності у складах (висхідний або низхідний види музичного наголосу) відбилися у мовах-нащадках. Склади з висхідною (акутовою) інтонацією дали другий наголошений склад у повноголосних східнослов'янських сполученнях, довготу в чеській, короткий низхідний наголос у сербській і словенській. Склади з низхідною (циркумфлексною) інтонацією — наголошений перший склад у повноголосних східнослов'янських сполученнях, короткість у чеській, довгий низхідний наголос у сербській і словенській:
- прасл. *vorna («ворона», «ґава», пор. лит. várna) — укр. воро́на, чеськ. vrána, серб. вра̏на/vrȁna, словен. vrána
- прасл. *vornъ («ворон», «крук», пор. лит. var̃nas) — укр. во́рон, чеськ. vran, серб. вра̂н/vrân, словен. vrân

### Перетворення початкових сполучень *orT, *olT
Початкові сполучення *orT, *olT під акутовою (висхідною) інтонацією у всіх слов'янських діалектах перейшли в raT, laT:
- прасл. *ordlo > д.-рус. рало, орало, пол. radło, чеськ. rádlo, словац. radlo, староцерк.-слов. рало, болг. рало, серб. ра̏ло/rȁlo
- прасл. *ortai > д.-рус. ратаи, оратаи, староцерк.-слов. ратаи, болг. ратай
- прасл. *ormo, *ormę > д.-рус. рамо, укр. рамено, староцерк.-слов. рамо, пол. ramię, чеськ. rameno, болг. рамо

Під циркумфлексною (низхідною) і новоакутовою в південнослов'янських мовах і словацькій ці сполучення могли перейти в raT, laT, а в західних (окрім словацької) і східних — у roT, loT:
- прасл. *oldi > д.-рус. лодии, укр. лодь, лодка, пол. łódź, чеськ. loď, словац. loď, староцерк.-слов. алдии, ладии, болг. ладя, ладия, серб. ла̑ђа/lȃđa
- прасл. *olkъtъ > д.-рус. локъть, укр. лікоть, пол. łokieć, чеськ. loket, словац. lakeť, староцерк.-слов. лакъть, болг. лакът, серб. ла̏кат/lȁkat
- прасл. *orvьnъ > д.-рус. ровьнъ, укр. рівний, пол. równy, чеськ. rovný, словац. rovný, староцерк.-слов. равьнъ, болг. равен, серб. ра́ван/rávan
- прасл. *orz- > д.-рус. роз-, укр. роз-, пол. roz-, чеськ. roz-, словац. roz-, староцерк.-слов. раз-, болг. раз-, серб. ра̀з-/ràz-[21].

З. Штібер вважав, що метатеза в групах *orT, *olT відбулася раніше, ніж у сполученнях *TorT, *TolT, *TerT, *TelT. Він вказує на два факти, що можуть свідчити про це: 1) більш одноманітний розвиток перших груп на відміну від других, 2) залежність метатези в сполученнях від двох типів наголосу — висхідного і низхідного.
У староцерковнослов'янських пам'ятках трапляються форми без метатези у сполученні *olT, але з переходом *o > *a: ал(ъ)кати («бути голодним»), алдии («човен», «лодія», поряд з формою ладии), ал(ъ)нии («лань» поряд з формою лании). Ці випадки пояснюють впливом діалектних форм або як явище синтаксичної фонетики.

## Механізм явища
Згідно з теорією Р. О. Якобсона, сполучення голосного з плавним у праслов'янській мові первісно були двоморними дифтонгами (одна мора припадала на голосний, друга — на плавний). Надалі плавні перестали бути складоносіями, і щоб замінити їх, сполучення зазнали таких змін: у південнослов'янських, чеській і словацькій мовах відбулося подовження голосного з наступною метатезою (*TarT > *TraT); у східнослов'янських виник епентетичний голосний (*ToṛT > *ToroT); у лехітських мовах, за цією гіпотезою, спочатку відбулася метатеза (*ToṛT > *TṛoT), а потім втрата плавним складовості і епентеза редукованого голосного (*TṛoT > *TъroT).
На думку Х. Андерсена, різниця між лехітськими і південнослов'янськими рефлексами спричинена тим, що в лехітських мовах зміна кількістного протиставлення голосних на якісне відбулася вже після метатези, а в південнослов'янських до неї.

## Хронологія

### Відносна хронологія
Метатеза плавних відбулася після пом'якшення приголосних внаслідок йотації (*rj > *r' і *lj > *l').

### Абсолютна хронологія
Польський мовознавець Є. Налепа на основі письмових джерел датує метатезу плавних у північно-західних слов'ян кінцем VIII ст., у болгар — початком IX, а у східних слов'ян — межею IX і X століть.
С. Б. Бернштейн датує метатезу III—V ст. н. е.
А. Лампрехт — 750—825 р.р. н. е., М. Шеклі — перед 1 половиною IX ст.. М. А. Жовтобрюх і Г. П. Півторак відносять виникнення повноголосся у східних слов'ян до кінця VIII—IX століть (при цьому зазначаючи, що другий голосний у повноголосних сполученнях, принаймні до XII ст. відрізнявся за якістю від першого).

#### Дані письмових пам'яток
Найдавніший зафіксований приклад сполучення *olT без метатези — ім'я слов'янського вождя, записане візантійським істориком Феофілактом Сімокаттою в 596 році якк Αρδαγαστός («Ардагаст», «Радагаст»).
У хроніці Фредегара ім'я сербського князя записане як Dervanus («Дерван», «Древан»), що відповідає прасл. *dervanъ, а ім'я словенського князя передане як Walduc, що можна порівняти з прасл. *voldyka і *voldъkъ. У житії святого Димитрія, написаному в середині VII століття, зафіксоване ім'я слов'янського князя з околиць Салонік у формі Περβοῦδος, що відповідає прасл. *perbǫdъ («Пербуд», «Пребуд», «Перебуд»).
У 772 році ім'я слов'янського князя Карантанії було записане якк Waltunc, яке зіставляють із записом у хроніці Фредегара.
Найдавніша фіксація групи з метатезою, датування якої належить, ймовірно, до 784 р., — ім'я Trebel (прасл. *terbelь) у книзі монастиря святого Петра в Зальцбурзі.
.
Ім'я слов'янського князя, у похід проти якого в 789 році вирушив Карл Великий, у європейських хроніках фіксується вже з метатезою як Dragawitus, Tragawitus, Tranvitus, Tragowit, Dragowit, Dragoidus, Dragitus, Draoscio, Drogoviz, що відповідає прасл. *dorgovitъ.
Костянтин Багрянородний у своїй праці «Про управління імперією», написаній близько 950 року, фіксує дві форми без метатези: Νεμογαρδάς (прасл. *novogordъ) і Δερβλενίνοι (прасл. *dervl'ane). Проте, не виключено, що ці форми продовжують ранішу традицію, а насправді метатеза у східнослов'янських діалектах на той час вже відбулася.

#### Дані запозичень
Метатеза плавних зачепила й давні запозичення до праслов'янської мови:
- прагерм. *bardō («топір», «бойова сокира») > прасл. *bordy («топір») > староцерк.-слов. брады, сербохорв. брадва, словен. bradva[8];
- давн.в-нім. Karal, Karl («Карл (Великий)») > прасл. *korl’ь («король») > д.-рус. король, укр. і рос. коро́ль, церк.-слов. крал̑ь, болг. крал, сербохорв. кра̑љ/krȃlj, словен. králj, чеськ. král, словац. král᾽, пол. król[39];
- давн.в-нім. karmala («заколот») > прасл. *kormola («бунт», «повстання») > укр. коромо́ла («підступи»), староцерк.-слов. крамола, болг. крамола («шум», «тривога», «бешкет»), чеськ. kramola;
- лат. arca > гот. arka > прасл. *orka («рака») > староцерк.-слов. рака, болг. ра́ка, д.-рус. рака («скринька з мощами»), сербохорв. ра̏ка/raka («могильний склеп»), словен. ráka («склеп»). Можливо, безпосередньо з латині[40];
- давн.в-нім. ar(a)vanī («дар») > староцерк.-слов. ровании, рованиѥ («дар»);
- давн.в-нім. walah, walh («чужоземець», «кельт», «представник романських народів») > прасл. *volxъ («представник романомовного народу») > укр. волох, болг. влах («волох»), сербохорв. вла̏х («волох», «румун»), заст. чеськ. Vlach («італієць»), пол. Włoch («італієць»)[41];
- гот. weinagards («виноградна лоза») > прасл. *vinogordъ («виноградник») > староцерк.-слов. виноградъ, сербохорв. вѝногра̑д/vìnogrād[42].

Пізніші запозичення уникають навластивих слов'янській фонетиці сполучень шляхом вставляння редукованих *ь, *ъ:
- лат. altār(e) > давн.в-нім. altāri > староцерк.-слов. олътарь («вівтар»);
- дав.-гр. ὄργανον > староцерк.-слов. оръганъ («орган»);
- дав.-норв. Helga > д.-рус. Ольга.

У ранніх слов'янізмах у балканських мовах відсутня метатеза:
- грец. σβαρνα < прасл. *borna («борона»);
- грец. μέρζα («мережа») < прасл. *merža («мережа»);
- грец. βάλτος («болото») < прасл. *bolto («болото»);
- грец. μπαρδαβίτσα («бородавка») < прасл. *bordavica («бородавка»);
- рум. baltă («болото») < прасл. *bolto («болото»);
- рум. daltă («долото») < прасл. *dolto («долото»);
- рум. gard («огорода») < прасл. *gordъ («огорода», «город»);
- рум. scovardă («сковорода») < прасл. *skovorda («сковорода»);
- алб. baltë («твань», «багно» «болото», «глина», «земля») < прасл. *bolto («болото»);
- алб. daltë («долото») < прасл. *dolto < *dьl̥bto («долото»);
- алб. gardh («огорода») < прасл. *gordъ.

Перші контакти східних слов'ян з фіно-угорськими і балтійськими племенами належать ще до того періоду, коли відбулася метатеза. Про це свідчить низка давніх слов'янізмів у фіно-угорських і балтійських мовах:
- латис. kalps («слуга») < прасл. *xolpъ;
- діал. латис. kārms («будівля») < прасл. *xormy («будинок», «хороми»);
- фін. kalkkala, вепс. kaukol, водськ. kalkkale («головка льону») < прасл. *kolkolъka;
- фін. kalsu, карел. kalšu, вепс. kal’žud, вепс. kalts («панчоха») < прасл. *xolša («холоша»);
- фін. karsta, водськ. karssa («нагар», «сажа», «кірка») < прасл. *korsta («короста»);
- фін. palttina, карел. palttin, вепс. paltin («полотно») < прасл. *poltьno («полотно»);
- карел. parh, вепс. parh («свіжий сніг», «пороша») < прасл. *porxъ;
- фін. suvalkko, карел. suvalk, вепс. suvalk < прасл. *sъvolkъ («сволок»);
- фін. talka («кіль») < прасл. *dolga;
- фін. talkkuna, карел. talkkuna, вепс. taukun («каша з толокна») < прасл. *tolkъno («толокно»);
- фін. taltta, карел. taltta, вепс. taltt («долото») < прасл. *dolto («долото»);
- фін. varpunen, карел. varpuine, водськ. värpi, ест. varblane («горобець») < прасл. *vorbьjь («горобець»);
- фін. värtsi, карел. värčči, водськ. värtsi («мішок») < прасл. *vertja («вереття»);
- фін. värttinä, карел. värttinä, вепс. värt’in, водськ. värttänä, ест. värtten («веретено») < прасл. *verteno («веретено»).

У свою чергу, метатези плавних зазнали давні запозичення з фінських мов у російських північних діалектах:
- дав.-новг. коломище («кладовище») < фін. kalmisto;
- дав.-новг. соломя («протока») < фін. salmi;
- рос. діал. мере́да, мерёда («верша») < фін. merta («верша»).

#### Дані топонімів
Назва річки в Австрії Першлінг у 834 році була записана як Bersnicha, бувши запозиченням до німецької (не раніше ніж 790-ті роки) з прасл. *berzьnika. Адам Бременський, описуючи Саксонський вал, наводить назву річки як Birznig, також запозичену з прасл. *berzьnika або *berzьnikъ.
Метатеза плавних відбулася вже після заселення слов'янами Балкан, про що свідчить її наяність у низці топонімів, запозичених слов'янами у корінного населення:
- словен. Labnica < кельтськ. *Albanto-;
- словен. Krajina < лат. Carnia;
- словен. Kras < лат. Carso;
- сербохорв. Лаберија < лат. Albania;
- сербохорв. Лабин < лат. Albōna;
- сербохорв. Мљет < лат. Mel(i)ta;
- сербохорв. Раб < лат. Arba, дав.-гр. Ἄρβη;
- сербохорв. Рашка < іллір. Arsia;
- сербохорв. Скрадин < лат. Scardona;
- сербохорв. Срем < лат. Sermium;
- сербохорв. Требиње < лат. Terbuni;
- сербохорв. Црес < < лат. Cherso;
- болг. Лом < лат. Almus, дав.-гр. Ἄλμος;
- болг. Средець < лат. Serdica.

Серед топонимів, запозичених греками у слов'ян, деякі відбивають ранньопраслов'янські форми, що існували до метатези плавних:
- грец. Αρδαμέρι < прасл. *ordoměr'ь;
- грец. Αρτοτίβα < прасл. *ordotiva;
- грец. Βάλτουκα < прасл. *boltъko;
- грец. Βεργουβίτσα < прасл. *bergovica;
- грец. Γαρδίκι < прасл. *gordьkъ;
- грец. Γαρδενίκια < прасл. *gordьnik'a.

Скандинави на початку IX століття записали назву Полоцька (д.-рус. Полотьскъ < *poltьskъ) як Palteskia.
Метатеза плавних присутня у давньоруських назвах Тъмуторокань (запозиченого в IX ст. з тюркського Tamantarkan) та Мереч (запозиченого з лит. Merkys).
Метатеза відбулася в російських топонімах, які можливо, мають фіно-угорську етимологію:
- рос. Ладога < фін. *aaldokas («схвильований»);
- рос. Ловать < фін. Alvatti (joki);
- д.-рус. Норова < ест. Narva.